# (36212) 1999 TU154
1999 TU154 (asteroide 36212) é um asteroide da cintura principal. Possui uma excentricidade de 0.11256460 e uma inclinação de 6.27751º.
Este asteroide foi descoberto no dia 7 de outubro de 1999 por LINEAR em Socorro.